# Collegio di Enfield Southgate
Enfield Southgate è stato un collegio elettorale situato nella Grande Londra, e rappresentato alla Camera dei comuni del Parlamento del Regno Unito. Eleggeva un membro del parlamento con il sistema first-past-the-post, ossia maggioritario a turno unico; il collegio è stato abolito in occasione della revisione periodica del 2024.

## Estensione
- 1950–1965: il Municipal Borough of Southgate.
- 1965–1974: Southgate, come parte del borgo londinese di Enfield.
- 1974–1983: i ward del borgo londinese di Enfield di Arnos, Bowes, Cockfosters, Grange, Highfield, Oakwood, Palmers Green, Southgate Green, West e Winchmore Hill.
- 1983–2010: i ward del borgo londinese di Enfield di Arnos, Bowes, Grange, Grovelands, Highfield, Merryhills, Oakwood, Palmers Green, Southgate Green, Trent e Winchmore Hill.
- 2010–2024: i ward del borgo londinese di Enfield di Bowes, Cockfosters, Grange, Palmers Green, Southgate, Southgate Green e Winchmore Hill.

## Membri del parlamento
| Elezione | Elezione         | Deputato            | Partito          |
| -------- | ---------------- | ------------------- | ---------------- |
|          | 1950             | Beverley Baxter     | Conservatore     |
| 1964     | Anthony Berry    |                     | Conservatore     |
| 1984 (S) | Michael Portillo |                     | Conservatore     |
|          | 1997             | Stephen Twigg       | Laburista        |
|          | 2005             | David Burrowes      | Conservatore     |
|          | 2017             | Bambos Charalambous | Laburista        |
|          | 2023             | Bambos Charalambous | Indipendente     |
|          | 2024             | Bambos Charalambous | Laburista        |
|          | 2024             | Collegio abolito    | Collegio abolito |

## Elezioni

### Elezioni negli anni 2010
| Partito                    | Partito                                | Candidato                  | Risultati 12 dicembre 2019 | Risultati 12 dicembre 2019 |
| Partito                    | Partito                                | Candidato                  | Voti                       | %                          |
| -------------------------- | -------------------------------------- | -------------------------- | -------------------------- | -------------------------- |
|                            | Laburista                              | Bambos Charalambous        | 22 923                     | 48,49                      |
|                            | Conservatore                           | David Burrowes             | 18 473                     | 39,07                      |
|                            | Lib Dem                                | Rob Wilson                 | 4 344                      | 9,19                       |
|                            | Verdi                                  | Luke Balnave               | 1 042                      | 2,20                       |
|                            | Brexit                                 | Parag Shah                 | 494                        | 1,04                       |
|                            |                                        |                            |                            |                            |
| Iscritti                   | Iscritti                               | Iscritti                   | 65 525                     | 100,00                     |
| ↳ Votanti (% su iscritti)  | ↳ Votanti (% su iscritti)              | ↳ Votanti (% su iscritti)  | 47 726                     | 72,84                      |
| ↳ Astenuti (% su iscritti) | ↳ Astenuti (% su iscritti)             | ↳ Astenuti (% su iscritti) | 17 799                     | 27,16                      |
|                            |                                        |                            |                            |                            |
|                            | Esito: collegio confermato a Laburista |                            |                            |                            |

| Partito                    | Partito                                           | Candidato                  | Risultati 8 giugno 2017 | Risultati 8 giugno 2017 |
| Partito                    | Partito                                           | Candidato                  | Voti                    | %                       |
| -------------------------- | ------------------------------------------------- | -------------------------- | ----------------------- | ----------------------- |
|                            | Laburista                                         | Bambos Charalambous        | 24 989                  | 51,71                   |
|                            | Conservatore                                      | David Burrowes             | 20 634                  | 42,70                   |
|                            | Lib Dem                                           | Pippa Morgan               | 1 925                   | 3,98                    |
|                            | Verdi                                             | David Flint                | 780                     | 1,61                    |
|                            |                                                   |                            |                         |                         |
| Iscritti                   | Iscritti                                          | Iscritti                   | 64 922                  | 100,00                  |
| ↳ Votanti (% su iscritti)  | ↳ Votanti (% su iscritti)                         | ↳ Votanti (% su iscritti)  | 48 328                  | 74,44                   |
| ↳ Astenuti (% su iscritti) | ↳ Astenuti (% su iscritti)                        | ↳ Astenuti (% su iscritti) | 16 594                  | 25,56                   |
|                            |                                                   |                            |                         |                         |
|                            | Esito: collegio passa da Conservatore a Laburista |                            |                         |                         |

| Partito                    | Partito                                   | Candidato                  | Risultati 7 maggio 2015 | Risultati 7 maggio 2015 |
| Partito                    | Partito                                   | Candidato                  | Voti                    | %                       |
| -------------------------- | ----------------------------------------- | -------------------------- | ----------------------- | ----------------------- |
|                            | Conservatore                              | David Burrowes             | 22 624                  | 49,38                   |
|                            | Laburista                                 | Bambos Charalambous        | 17 871                  | 39,01                   |
|                            | UKIP                                      | David Schofield            | 2 109                   | 4,60                    |
|                            | Verdi                                     | Jean Robertson-Molloy      | 1 690                   | 3,69                    |
|                            | Lib Dem                                   | Paul Smith                 | 1 518                   | 3,31                    |
|                            |                                           |                            |                         |                         |
| Iscritti                   | Iscritti                                  | Iscritti                   | 64 981                  | 100,00                  |
| ↳ Votanti (% su iscritti)  | ↳ Votanti (% su iscritti)                 | ↳ Votanti (% su iscritti)  | 45 812                  | 70,50                   |
| ↳ Astenuti (% su iscritti) | ↳ Astenuti (% su iscritti)                | ↳ Astenuti (% su iscritti) | 19 169                  | 29,50                   |
|                            |                                           |                            |                         |                         |
|                            | Esito: collegio confermato a Conservatore |                            |                         |                         |

| Partito                    | Partito                                   | Candidato                      | Risultati 6 maggio 2010 | Risultati 6 maggio 2010 |
| Partito                    | Partito                                   | Candidato                      | Voti                    | %                       |
| -------------------------- | ----------------------------------------- | ------------------------------ | ----------------------- | ----------------------- |
|                            | Conservatore                              | David Burrowes                 | 21 928                  | 49,44                   |
|                            | Laburista                                 | Bambos Charalambous            | 14 302                  | 32,25                   |
|                            | Lib Dem                                   | Johar Khan                     | 6 124                   | 13,81                   |
|                            | Verdi                                     | Peter Krakowiak                | 632                     | 1,42                    |
|                            | UKIP                                      | Bob Brock                      | 505                     | 1,14                    |
|                            | Indipendente                              | Asit Mukhopadhyay              | 391                     | 0,88                    |
|                            | Respect                                   | Samad Billoo                   | 174                     | 0,39                    |
|                            | Democratici                               | Ben Weald                      | 173                     | 0,39                    |
|                            | Indipendente                              | Mal 'the Warrior' Malakounides | 88                      | 0,20                    |
|                            | Better Britain Party                      | Jeremy Sturgess                | 35                      | 0,08                    |
|                            |                                           |                                |                         |                         |
| Iscritti                   | Iscritti                                  | Iscritti                       | 64 092                  | 100,00                  |
| ↳ Votanti (% su iscritti)  | ↳ Votanti (% su iscritti)                 | ↳ Votanti (% su iscritti)      | 44 352                  | 69,20                   |
| ↳ Astenuti (% su iscritti) | ↳ Astenuti (% su iscritti)                | ↳ Astenuti (% su iscritti)     | 19 740                  | 30,80                   |
|                            |                                           |                                |                         |                         |
|                            | Esito: collegio confermato a Conservatore |                                |                         |                         |

### Elezioni negli anni 2000
| Partito                    | Partito                                           | Candidato                  | Risultati 5 maggio 2005 | Risultati 5 maggio 2005 |
| Partito                    | Partito                                           | Candidato                  | Voti                    | %                       |
| -------------------------- | ------------------------------------------------- | -------------------------- | ----------------------- | ----------------------- |
|                            | Conservatore                                      | David Burrowes             | 18 830                  | 44,61                   |
|                            | Laburista                                         | Stephen Twigg              | 17 083                  | 40,47                   |
|                            | Lib Dem                                           | Ziz Kakoulakis             | 4 724                   | 11,19                   |
|                            | Verdi                                             | Trevor Doughty             | 1 083                   | 2,57                    |
|                            | UKIP                                              | Brian Hall                 | 490                     | 1,16                    |
|                            |                                                   |                            |                         |                         |
| Iscritti                   | Iscritti                                          | Iscritti                   | 63 569                  | 100,00                  |
| ↳ Votanti (% su iscritti)  | ↳ Votanti (% su iscritti)                         | ↳ Votanti (% su iscritti)  | 42 210                  | 66,40                   |
| ↳ Astenuti (% su iscritti) | ↳ Astenuti (% su iscritti)                        | ↳ Astenuti (% su iscritti) | 21 359                  | 33,60                   |
|                            |                                                   |                            |                         |                         |
|                            | Esito: collegio passa da Laburista a Conservatore |                            |                         |                         |

| Partito                    | Partito                                | Candidato                  | Risultati 7 giugno 2001 | Risultati 7 giugno 2001 |
| Partito                    | Partito                                | Candidato                  | Voti                    | %                       |
| -------------------------- | -------------------------------------- | -------------------------- | ----------------------- | ----------------------- |
|                            | Laburista                              | Stephen Twigg              | 21 727                  | 51,84                   |
|                            | Conservatore                           | John Flack                 | 16 181                  | 38,61                   |
|                            | Lib Dem                                | Wayne Hoban                | 2 935                   | 7,00                    |
|                            | Verdi                                  | Elaine Graham-Leigh        | 662                     | 1,58                    |
|                            | UKIP                                   | Roy Freshwater             | 298                     | 0,71                    |
|                            | Indipendente                           | Andrew Malakouna           | 105                     | 0,25                    |
|                            |                                        |                            |                         |                         |
| Iscritti                   | Iscritti                               | Iscritti                   | 65 996                  | 100,00                  |
| ↳ Votanti (% su iscritti)  | ↳ Votanti (% su iscritti)              | ↳ Votanti (% su iscritti)  | 41 908                  | 63,50                   |
| ↳ Astenuti (% su iscritti) | ↳ Astenuti (% su iscritti)             | ↳ Astenuti (% su iscritti) | 24 088                  | 36,50                   |
|                            |                                        |                            |                         |                         |
|                            | Esito: collegio confermato a Laburista |                            |                         |                         |

## Risultati dei referendum

### Referendum sulla permanenza del Regno Unito nell'Unione europea del 2016
|             | Collegio          | Lasciare UE % | Rimanere in UE % |
| ----------- | ----------------- | ------------- | ---------------- |
|             | Enfield Southgate | 37,9%         | 62,1%            |
|             | Inghilterra       | 53,3%         | 46,7%            |
| Regno Unito | 51,9%             | 48,1%         |                  |